# Urszula Augustyniak
Urszula Augustyniak (sinh năm 1950) là một nhà sử học và học giả người Ba Lan, người chuyên về lịch sử văn hóa của thời kỳ cận hiện đại.
Bà tốt nghiệp ngành lịch sử tại Đại học Warsaw năm 1973. Bà có bằng tiến sĩ (1979) và dự bị (1988) tại cùng một trường đại học. Bà trở thành giáo sư chính thức từ năm 2000. Urszula Augustyniak là thành viên ban biên tập của "Odrodzenie i Reformacja w Polsce" (Sự hồi sinh và cải cách ở Ba Lan). Bà là thành viên của Ủy ban Khoa học Lịch sử của Viện Hàn lâm Khoa học Ba Lan.
Bà đã viết nhiều về hoạt động của tòa án hoàng gia Ba Lan-Litva, phong tục của giới quý tộc, chủ nghĩa bảo trợ, mối quan hệ giữa tầng lớp tăng lữ và bất động sản thế tục, sự khác biệt tôn giáo trong thời kỳ cận hiện đại, nghệ thuật Baroque và cách phổ biến thông tin trong Khối thịnh vượng chung Ba Lan-Litva.
Năm 2016, bà được bầu làm thành viên của Ủy ban Trung ương về Bằng cấp và Chức danh nhiệm kỳ 2017-2020.

## Sách
- Informacja i propaganda w Polsce za Zygmunta III (1981)
- Koncepcje narodu i społeczeństwa w literaturze plebejskiej od końca XVI do końca XVII wieku (1989)
- Testamenty ewangelików reformowanych w Wielkim Księstwie Litewskim (1992) (ấn bản thứ hai được xuất bản năm 2014)
- Skarb litewski za pierwszych dwu Wazów : 1587-1648 (1994)
- Wazowie i "królowie rodacy" : studium władzy królewskiej w Rzeczypospolitej XVII wieku (1999)
- Dwór i klientela Krzysztofa Radziwiłła (1585-1640) : mechanizmy patronatu (2001)
- W służbie hetmana i Rzeczypospolitej : klientela wojskowa Krzysztofa Radziwiłła (1585-1640) (2004)
- Historia Polski 1572-1795 (2008)
- Państwo świeckie czy księże? Spór o rolę duchowieństwa katolickiego w Rzeczypospolitej w czasach Zygmunta III Wazy. Wybór tekstów (2012)
- History of the Polish-Lithuanian Commonwealth: State - Society - Culture - Biên tập bởi Iwo Hryniewicz - Dịch bởi Grażyna Waluga và Dorota Sobstel (2015)